# Episymploce mjoebergi
Episymploce mjoebergi är en kackerlacksart som först beskrevs av Hanitsch 1929.  Episymploce mjoebergi ingår i släktet Episymploce och familjen småkackerlackor. Inga underarter finns listade i Catalogue of Life.